# Luce e colore (la teoria di Goethe)
Luce e colore (la teoria di Goethe) – Il mattino dopo il Diluvio. Mosè scrive il libro della Genesi  (Light and Colour (Goethe's Theory) – The Morning after the Deluge – Moses Writing the Book of Genesis) è un dipinto a olio su tela (78,5×78,5 cm) del pittore inglese William Turner, realizzato nel 1843 e conservato al Tate Britain di Londra.

## Descrizione
In questo dipinto Turner giunge a rappresentare un soggetto totalmente indeterminato, le forme sono ormai quasi smaterializzate e non restano che gli effetti del colore che si è fatto luce: la materia pittorica, infatti, è un magma messo in moto da una forza centrifuga che a tratti lascia intravedere sagome incerte e indefinite, come la figura di un uomo (che si suppone essere Noè) e un serpente, simbolo del male che perverte la ragione, per poi ghermirle nuovamente nella sua vorticosa danza. Il soggetto di questo dipinto è desunto dal libro della Genesi: si tratta del Diluvio Universale, quel cataclisma che secondo la tradizione biblica sommerse con le acque l'intero globo terrestre. Scegliendo un simile tema Turner vuole sottolineare l'ambivalenza della natura, che «costruisce sempre e sempre distrugge», come osservato dal letterato e naturalista Johann Wolfgang von Goethe nel suo Frammento sulla natura.
Molto meditata è proprio la riflessione che Turner compie sulle ricerche scientifiche di Goethe, il quale arrivò a congetturare nella sua Teoria dei Colori (l'artista ne possedeva una copia annotata) che fosse la luce a generare i colori, e non il contrario. Fu da questo studio che Turner derivò la volontà di ricercare instancabilmente gli effetti luminosi più esuberanti mediante l'uso del colore: questa missione pittorica, tuttavia, non fu particolarmente apprezzata dai critici ottocenteschi, a tal punto che lo stesso John Ruskin - strenuo difensore del Turner - sembrò perplesso:
(John Ruskin)